# Augustin de Luzy
Pour les articles homonymes, voir Luzy (homonymie).
Augustin de Luzy de Pélissac né le 9 septembre 1702 à Tence (Haute-Loire) et mort le 24 août 1773 au château de Vincennes, est un architecte français du XVIIIe siècle. Il est fils de Jean III de Luzy de Pélissac et de Claudine Baillard des Combaux.

## Biographie
Augustin de Luzy est contrôleur des Bâtiments du roi au château de Vincennes.
Louis XV le nomme le 15 février 1734 membre de la 2e classe de l'Académie royale d'architecture. Il est présenté pour la 1re classe en 1755 et promu le 31 janvier 1756.
Il a reconstruit entre 1742 et 1753 les bâtiments de l'abbaye de Jouarre dans le village en collaboration avec l'abbesse Catherine-Henriette de Montmorin de Saint-Hérem (1738-1789). Le pavillon de Thianges destiné aux hôtes a été construit au centre du village.
Il rend compte devant l'Académie d'architecture d'un incendie qui s'est produit le 16 août 1756 dans l'aile du Roi du château de Vincennes.
Il présente plusieurs communications devant l'Académie d'architecture.

## Famille
En 1769, il est le parrain de son petit-neveu Augustin de Luzy, fils de Jean-Baptiste de Luzy de Pélissac, seigneur de Meynier, baptisé le 8 décembre 1769 dans l'église paroissiale de Tence.
Il est cousin germain du père de Joseph de Luzy (1746-1831), ingénieur du roi, capitaine en janvier 1777. Il a participé aux guerres de Vendée dans les armées républicaines entre 1793 et 1796. Il est nommé chef de brigade en mars 1796. Il est nommé sous-directeur des fortifications de Cherbourg le 27 prairial an VI.

## Divers

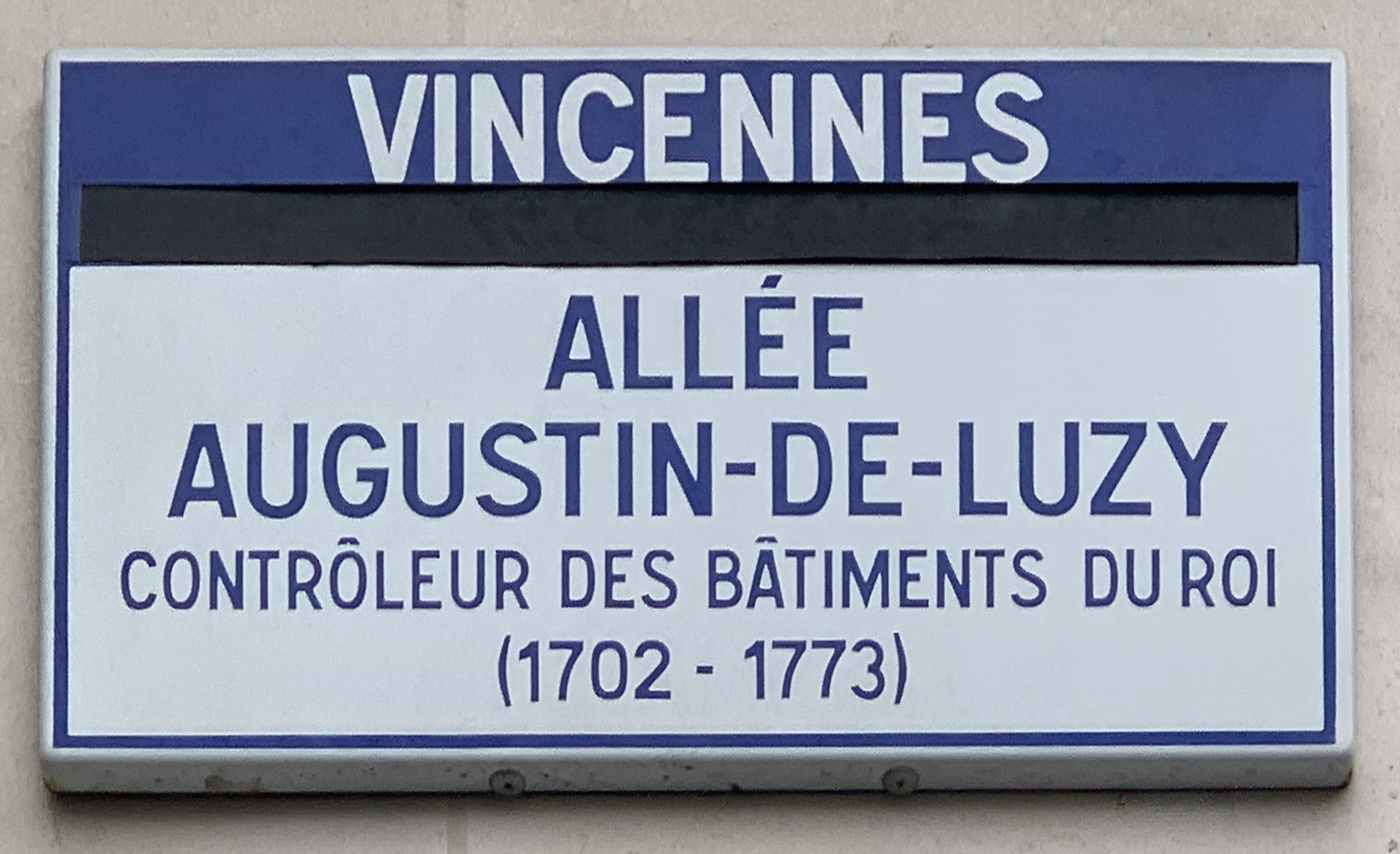
Plaque de l'allée Augustin de Luzy à Vincennes

À Vincennes, une allée porte son nom.